# Internationella Rödakorskommittén
Internationella Rödakorskommittén (ICRC) är en opartisk, neutral och oberoende organisation vars humanitära uppgift är att skydda människor och hjälpa dem som drabbats av krig eller väpnad konflikt. ICRC leder och koordinerar rödakorsrörelsens internationella katastrofhjälp i konfliktsituationer.
ICRC har en särställning bland internationella organisationer på grund av sitt permanenta mandat att ansvara för Genèvekonventionernas utveckling och efterlevnad och på grund av de rättigheter och skyldigheter som konventionerna ger Röda Korset. ICRC bildades 1863 och är rödakorsrörelsens ursprungsorganisation.

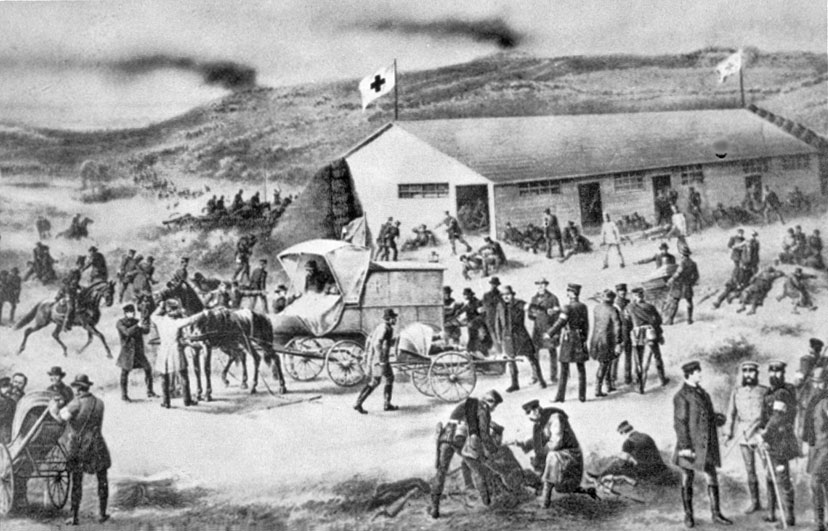
Röda korset i arbete, 1864